# Świdry (Giżycko)
Pour les articles homonymes, voir Świdry.
Świdry est un village polonais de la voïvodie de Varmie-Mazurie, dans le powiat de Giżycko.